# Монтор (Ер)
Монто́р (фр. Montaure) — колишній муніципалітет у Франції, у регіоні Нормандія, департамент Ер. Населення — 1023 осіб (2011).
Муніципалітет був розташований на відстані близько 105 км на північний захід від Парижа, 24 км на південь від Руана, 25 км на північ від Евре.

## Історія
До 2015 року муніципалітет перебував у складі регіону Верхня Нормандія. Від 1 січня 2016 року належав до нового об'єднаного регіону Нормандія.
1 січня 2017 року Монтор і Тост було об'єднано в новий муніципалітет Терр-де-Бор.

## Демографія
Динаміка населення (INSEE ):
Розподіл населення за віком та статтю (2006):
| Стать | Всього | До 15 років | 15-24 | 25-44 | 45-64 | 65-85 | Понад 85 |
| --- | ------ | ----------- | ----- | ----- | ----- | ----- | -------- |
| Чоловіки | 479    | 92          | 52    | 166   | 149   | 20    | 0        |
| Жінки | 513    | 120         | 56    | 149   | 140   | 40    | 8        |
| \| Статево-вікова піраміда \| Статево-вікова піраміда \| Статево-вікова піраміда \| \| ----------------------- \| ----------------------- \| ----------------------- \| \| Чоловіки \| Вік \| Жінки \| \| 0 \| 85 + \| 8 \| \| 0 \| 80-84 \| 4 \| \| 0 \| 75-79 \| 24 \| \| 4 \| 70-74 \| 4 \| \| 16 \| 65-69 \| 8 \| \| 12 \| 60-64 \| 16 \| \| 61 \| 55-59 \| 40 \| \| 48 \| 50-54 \| 52 \| \| 28 \| 45-49 \| 32 \| \| 57 \| 40-44 \| 61 \| \| 57 \| 35-39 \| 40 \| \| 32 \| 30-34 \| 36 \| \| 20 \| 25-29 \| 12 \| \| 12 \| 20-24 \| 24 \| \| 40 \| 15-20 \| 32 \| \| 28 \| 10-14 \| 28 \| \| 36 \| 5-9 \| 52 \| \| 28 \| 0-4 \| 40 \| |        |             |       |       |       |       |          |
| Статево-вікова піраміда |        |             |       |       |       |       |          |
| Чоловіки | Вік    | Жінки       |       |       |       |       |          |
| 0 | 85 +   | 8           |       |       |       |       |          |
| 0 | 80-84  | 4           |       |       |       |       |          |
| 0 | 75-79  | 24          |       |       |       |       |          |
| 4 | 70-74  | 4           |       |       |       |       |          |
| 16 | 65-69  | 8           |       |       |       |       |          |
| 12 | 60-64  | 16          |       |       |       |       |          |
| 61 | 55-59  | 40          |       |       |       |       |          |
| 48 | 50-54  | 52          |       |       |       |       |          |
| 28 | 45-49  | 32          |       |       |       |       |          |
| 57 | 40-44  | 61          |       |       |       |       |          |
| 57 | 35-39  | 40          |       |       |       |       |          |
| 32 | 30-34  | 36          |       |       |       |       |          |
| 20 | 25-29  | 12          |       |       |       |       |          |
| 12 | 20-24  | 24          |       |       |       |       |          |
| 40 | 15-20  | 32          |       |       |       |       |          |
| 28 | 10-14  | 28          |       |       |       |       |          |
| 36 | 5-9    | 52          |       |       |       |       |          |
| 28 | 0-4    | 40          |       |       |       |       |          |

## Економіка
2010 року серед 696 осіб працездатного віку (15—64 років) 522 були активними, 174 — неактивними (показник активності 75,0%, у 1999 році було 72,9%). З 522 активних мешканців працювали 482 особи (250 чоловіків та 232 жінки), безробітними було 40 (20 чоловіків та 20 жінок). Серед 174 неактивних 55 осіб було учнями чи студентами, 83 — пенсіонерами, 36 були неактивними з інших причин.

У 2010 році в муніципалітеті числилось 378 оподаткованих домогосподарств, у яких проживали 1013,0 особи, медіана доходів виносила 23 539,5 євро на одного особоспоживача